# Kompresja impulsów
Kompresja impulsów – proces filtracji dopasowanej (najczęściej poprzez linię dyspersyjną) echa radarowego pochodzącego od odbicia się od obiektu złożonego sygnału sondującego, dzięki której maksymalizuje się stosunek sygnał/szum echa radarowego bez utraty informacji radiolokacyjnej w nim zawartej.
Wykorzystanie złożonego sygnału sondującego (najczęściej sygnału z LMCz), umożliwia wymaganą rozróżnialność w prędkości radialnej (dzięki odpowiednio długiemu czasowi trwania impulsu) i wymaganą rozróżnialność w odległości (dzięki wewnątrz impulsowej modulacji niezależnej od czasu trwania impulsu). Zastosowanie wewnątrzimpulsowej modulacji sprawia, że czas trwania impulsu przed filtracją jest dłuższy od czasu trwania impulsu po filtracji. Stosunek tych dwóch czasów nazywany jest współczynnikiem kompresji.